# Castelnuovo del Garda
Pour les articles homonymes, voir Castelnuovo.
Castelnuovo del Garda est une commune de la province de Vérone en Vénétie (Italie).

## Histoire
L'ancien nom de cette commune est Castelnuovo di Verona. Ce changement, par référendum, est attribué au fait que la commune de Castelnuovo a un accès au lac de Garde, dans la fraction de Ronchi, là où se trouve le parc d'attractions Gardaland.
En 1848, un massacre de civils par l'armée autrichienne fut perpétré lors de la première guerre d'indépendance italienne.

## Administration
| Période                                  | Période   | Identité          | Étiquette                | Qualité |
| ---------------------------------------- | --------- | ----------------- | ------------------------ | ------- |
| juin 2004                                | juin 2009 | Maurizio Bernardi | Liste civique            |         |
| juin 2009                                | juin 2014 | Maurizio Bernardi | Liste civique            |         |
| juin 2014                                | En cours  | Giovanni Peretti  | Cittadinanza democratica |         |
| Les données manquantes sont à compléter. |           |                   |                          |         |

### Hameaux
Cavalcaselle, Sandrà, Oliosi, Camalacivina, Ronchi

### Communes limitrophes
Bussolengo, Lazise, Peschiera del Garda, Sirmione, Sona, Valeggio sul Mincio

### Jumelages
- Neustadt an der Aisch (Allemagne) depuis 1998
- Trebnje (Slovénie) depuis 2001

### Évolution démographique
Habitants recensés